# Forsand
Forsand és un municipi situat al comtat de Rogaland, Noruega. Té 1.238 habitants (2016) i la seva superfície és de 780.05 km². El centre administratiu del municipi és el poble homònim.